# Tibor Braun
Tibor Braun (Logos, Romania, 8 de març de 1932) va ser un professor i investigador de química analítica i radioquímica i també investigador i editor en el camp de la cienciometria. Nascut a Romania, però amb nacionalitat hongaresa, com els seus pares, a partir de 1963. Fundador de diferents revistes científiques de l'àmbit de la química: Fullerene Nanotubes, Journal of Radioanalytical and Nuclear Chemistry, Radiochemical and Radioanalytical Letters, Carbon Nanostructures. També fundà el 1978 la revista Scientometrics, la revista que contribuí a institucionalitzar la cienciometria, sent-ne l'editor en cap des de la seva creació. Tibor Braun és professor de química a la Loránd Eötvös Universityde Budapest, Hongria; i director de la Information Science and Scientometric Research Unit (ISSRU) de l'Acadèmia de Ciències d'Hongria.
El 1986 va guanyar la medalla Derek de Solla Price que ell mateix havia concebut i posat en marxa des de la revista Scientometrics.